# Авл Постумий Альбин Региллен (военный трибун 397 года до н. э.)
Авл Постумий Альбин Региллен (лат. Aulus Postumius Albinus Regillensis; V—IV века до н. э.) — римский политический деятель из патрицианского рода Постумиев, военный трибун с консульской властью 397 года до н. э.
Авл Постумий был одним из шести трибунов-патрициев. В 397 году он и Публий Корнелий Малугинский принесли искупительные жертвы в связи со знамением, полученным на Альбанском озере. Когда жители Тарквиний совершили набег на земли Рима, он и его коллега Луций Юлий Юл собрали отряд из добровольцев, разбили врага и вернули награбленное владельцам.